# 河北雄安新区公安局
河北雄安新区公安局，组建于2017年，是河北省公安厅派出机构，受河北省公安厅和河北雄安新区党工委、管委会双重管理，以新区管理为主，行使设区市公安机关的职权，是河北雄安新区公安机关人民警察的管理领导机关，主要职能有维护社会治安秩序、依法制止、查处危害社会治安秩序的行为、领导和指挥雄县、容城县、安新县公安机关等。雄安新区公安局目前尚在建设中，警力从全省公安系统抽调，首任局长为原保定市公安局党委副书记、常务副局长安增奇。

## 内设机构
雄安新区公安局组建初期设置八个正处级内设机构：
- 情报信息与警务指挥部
- 政治工作与警务监督部
- 科技信息化与警务保障部
- 国内安全保卫支队
- 治安与出入境管理支队
- 刑事侦查支队
- 法制与监所管理支队
- 交通管理与巡特警支队